# 镍
鎳，是一種化學元素，化學符號为Ni，原子序數为28，原子量為58.6934 u。鎳是一種有光澤的銀白色金屬，其銀白色帶一點淡金色。鎳屬於過渡金屬，質硬，具延展性。純鎳的化學活性相當高，這種活性可以在反應表面積最大化的粉末狀態下看到，但大塊的鎳金屬與周圍的空氣反應緩慢，因為其表面已形成了一層帶保護性質的氧化物。即使如此，由於鎳與氧之間的活性夠高，所以在地球表面還是很難找到自然的金屬鎳。地球表面的自然鎳都被封在較大的鎳鐵隕石裏面，這是因為隕石在太空的時候接觸不到氧氣的緣故。在地球上，這種自然鎳總會和鐵結合在一起，這點反映出它們都是超新星核合成主要的最終產物。一般認為地球的地核就是由鎳鐵混合物所組成的。
鎳的使用（天然的隕鎳鐵合金）最早可追溯至公元前3500年。阿克塞尔·弗雷德里克·克龙斯泰特於1751年最早分離出鎳，並將它界定為化學元素，儘管他最初把鎳礦石誤認為銅的礦物。鎳的外語名字來自德國礦工傳說中同名的淘氣妖精（Nickel，與英語中魔鬼別稱"Old Nick"相近），這是由於鎳銅礦不能用煉銅的方法煉出銅來，所以被比擬成妖魔。鎳最經濟的主要來源為鐵礦石褐鐵礦，含鎳量一般為1-2%。鎳的其他重要礦物包括硅鎂鎳礦及鎳黃鐵礦。鎳的主要生產地包括加拿大的索德柏立區（一般認為該處是隕石撞擊坑）、太平洋的新喀里多尼亞及俄羅斯的諾里爾斯克。
由於鎳在室溫時的氧化緩慢，所以一般視為具有耐腐蝕性。歷史上，因為這一點鎳被用作電鍍各種表面，例如金屬（如鐵及黃銅）、化學裝置內部及某些需要保持閃亮銀光的合金（例如鎳銀）。世界鎳生產量中的約6%仍被用於抗腐蝕純鎳電鍍。鎳曾經是硬幣的常見成份，但現時這方面已大致上被較便宜的鐵所取代，尤其是因為有些人的皮膚對鎳過敏。儘管如此，英國還是在皮膚科醫生的反對下，於2012年開始再使用鎳鑄造錢幣。
只有四種元素在室溫時具有鐵磁性，鎳就是其中一種。含鎳的鋁鎳鈷合金永磁体，其磁力強度介乎於含鐵的永久磁鐵與稀土磁鐵之間。鎳在現代世界的地位主要來自於它的各種合金。全世界鎳產量中的約68%被用於生產不鏽鋼。其他常見的合金，還有一些的新的高溫合金，就幾乎就佔盡了餘下的世界鎳用量。用於製作化合物的化學用途只佔了鎳產量的不到3%。鎳化合物在化學製造有好幾種特定的用途，例如作為氫化反應的催化劑。某些微生物和植物的酶用鎳作為活性位點，因此鎳是它們重要的養分。
鎳化合物為1級致癌物。

## 特性

### 原子及物理性質

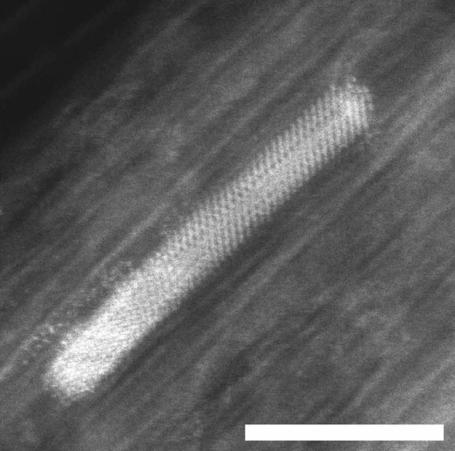
纳米镍晶体在碳纳米管中的电子显微照片。比例尺的长度是5 nm。

鎳是有光澤的銀白色金屬，其銀白色帶一點淡金色，可被高度磨光。只有四種元素在室溫上下具有鐵磁性，鎳就是其中一種，其餘三種為鐵、鈷及釓。其居里溫度為355 °C，即大塊的鎳在這個溫度以上就會失去磁性。镍是面心立方晶系的，晶格参数0.352 nm，计算出的原子半径为0.124 nm。这种晶体结构在70 GPa以下都是稳定的。镍坚硬、有延展性、对过渡金属来说有较高的导电率和热导率。理想的镍晶体的抗压强度预测为34 GPa，但由于晶体位错的形成和运动，真正的大块镍永远不会有这么高的强度。不过，这个抗压强度已经在纳米粒子中达到。

### 電子排列的爭議
鎳原子共有兩種電子排列：[Ar] 4s2 3d8及[Ar] 4s1 3d9，而兩者的能量非常接近（符號[Ar]指的是其核心結構與氬相似）。對於哪一種排列的能量較低仍存在分歧。化學教科書引用的鎳電子排列為[Ar] 3d8 4s2或與前者相同的[Ar] 4s2 3d8。這種排列遵從馬德隆能量排序規則，預測4s的位置被填滿後才開始填3d的位置。這一點是有實驗支持的，鎳原子最低的能量態為4s2 3d8能階，更確切來說是3d8(3F) 4s2 3F的J = 4能階
然而，這兩種排列實際上都會各自衍生出一系列不同能量的態。這兩組能量互相交疊，而排佈[Ar] 4s1 3d9的各態平均能量比[Ar] 4s2 3d8的要低。因此，原子計算的研究文獻引用鎳的基態排佈時用的是[Ar] 4s1 3d9。

### 同位素
天然鎳共有五種穩定的同位素：58Ni、60Ni、61Ni、62Ni和64Ni，其中58Ni的豐度最高（68.077%）。62Ni是現存元素中每核子束縛能最高的核素，其束縛能比58Fe及56Fe還要高，而56Fe很多時候被誤以為是擁有束縛能最高的原子核。已被發現的鎳放射性同位素共有18種，其中最穩定的三種為59Ni（半衰期76000年）、63Ni（半衰期100.1年）和56Ni（半衰期6.077天）。其他餘下的放射性同位素半衰期皆少於60小時，其中大部份的半衰期更少於30秒。此元素擁有一種亞穩態。
恆星“死亡”過程中的矽燃燒過程會產生鎳-56，在之後的Ia型超新星爆炸時會大量放出鎳-56。這些超新星在中期到後期時，其光變曲線的形狀顯示的正是鎳-56的衰變，經電子捕獲而衰變成鈷-56，並最終衰變成鐵-56。鎳-59是一種長命的宇宙源放射性同位素，其半衰期為76000年。鎳-59在同位素地質學中有多種用途：它被用於鋻定隕石的着陸年份，和判定冰與沉積物中外太空塵埃的豐度。镍-60是鐵-60的子體衰變產物，而鐵-60是一種已絕跡的放射性核素，其半衰期為260萬年。由於鐵-60的半衰期是如此長，所以如果太陽系的物質含有足夠高濃度的鐵-60，那麼它的耐久性就很有可能會影響到鎳-60的同位素構成測量結果。因此，外太空物質中的鎳-60豐度，可能會為太陽系的起源及其早期歷史提供線索。鎳-62的每核子束縛能比其他任何元素的任何同位素都高（每核子8.7946 MeV）。任何比鎳-62重的同位素，都不能在不損失能量的情況下，通過核融合來進行合成。1999年發現的鎳-48是已知重金屬同位素的核子中質子比率最高的。鎳-48含質子28個，中子20個，故具有雙幻數（跟鉛-208一樣），因此性質異常穩定。
在各種鎳同位素的原子質量中，原子質量最輕的只有48u（48Ni），最重的則有78u（78Ni）。最近的測量結果指出，鎳-78的半衰期為0.11秒；科學家們相信，鎳-78這種同位素在超新星核合成過程中合成比鐵重的元素時具有重要作用。

### 產狀

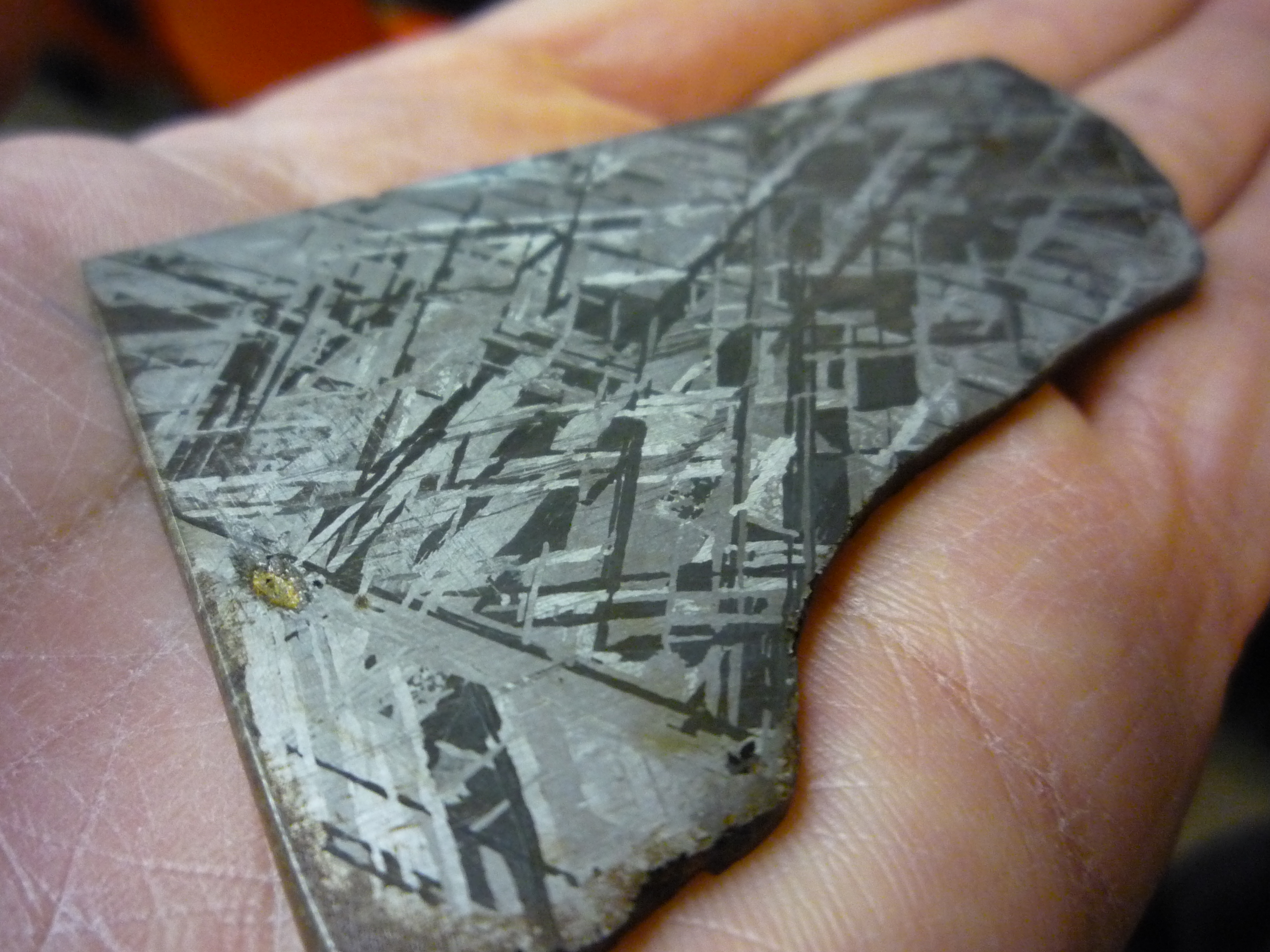
圖為八面體隕鐵，可見上面有由兩種鎳鐵──錐紋石和鎳紋石所組成的魏德曼花紋

鎳在地球上最常見的產狀有：與硫和鐵組成的鎳黃鐵礦、與硫組成的針硫鎳礦、與砷組成的紅砷鎳礦及與砷和硫組成的鎳方鉛礦。
鎳估計蘊藏量最高的地區是澳洲和新喀里多尼亞（共佔45%）。
就世界資源方面來說，平均含鎳量達1%的已知陸上資源最少蘊含13億公噸的鎳（約為已知蘊含量的兩倍）。其中六成磚紅壤礦床，另外四成為硫化物礦床。
根據地球物理學的證據，有假說指出地球上大部份的鎳都集中在地球的外核和內核。錐紋石和鎳紋石是兩種天然產生的鎳鐵合金。鐵鎳在錐紋石中的比例一般在90:10與95:5之間，同時也有可能存在雜質（如鈷或碳）；而鎳紋石的含鎳量則在20%至65%之間。這兩種礦物基本上都只能在鎳鐵隕石中找到。

## 化合物

四羰基鎳

最常見的鎳氧化態為+2，但Ni0、Ni+和Ni3+的化合物都有名，此外還有三種奇特的氧化態Ni2-、Ni1-和Ni4+。

### 鎳(0)
四羰基鎳（Ni(CO)4）是由路德維希·蒙德所發現的。它在室溫下是一種具揮發性的液體，而且毒性猛烈。四羰基鎳在加熱後（180 °C）會分解成鎳與一氧化碳。
Ni(CO)4 ⇌ Ni + 4 CO
蒙德法就利用了上述這一過程來精煉鎳。配合物雙-(1，5環辛二烯)鎳是鎳氧化態也是0，由於它的配位子1,5-環辛二烯很容易就能被置換在有機鎳化學中是一種很有用的催化劑。

### 鎳(I)
鎳(I)配合物並不常見，其中一個例子是四面體配合物NiBr(PPh3)3。此氧化態很多時候會含有Ni-Ni鍵，例如K4[Ni2(CN)6]，此化合物呈暗紅色，具抗磁性，用鈉汞齊還原K2[Ni2(CN)6]可得，在水中會產生氧化反應，同時會放出氫。

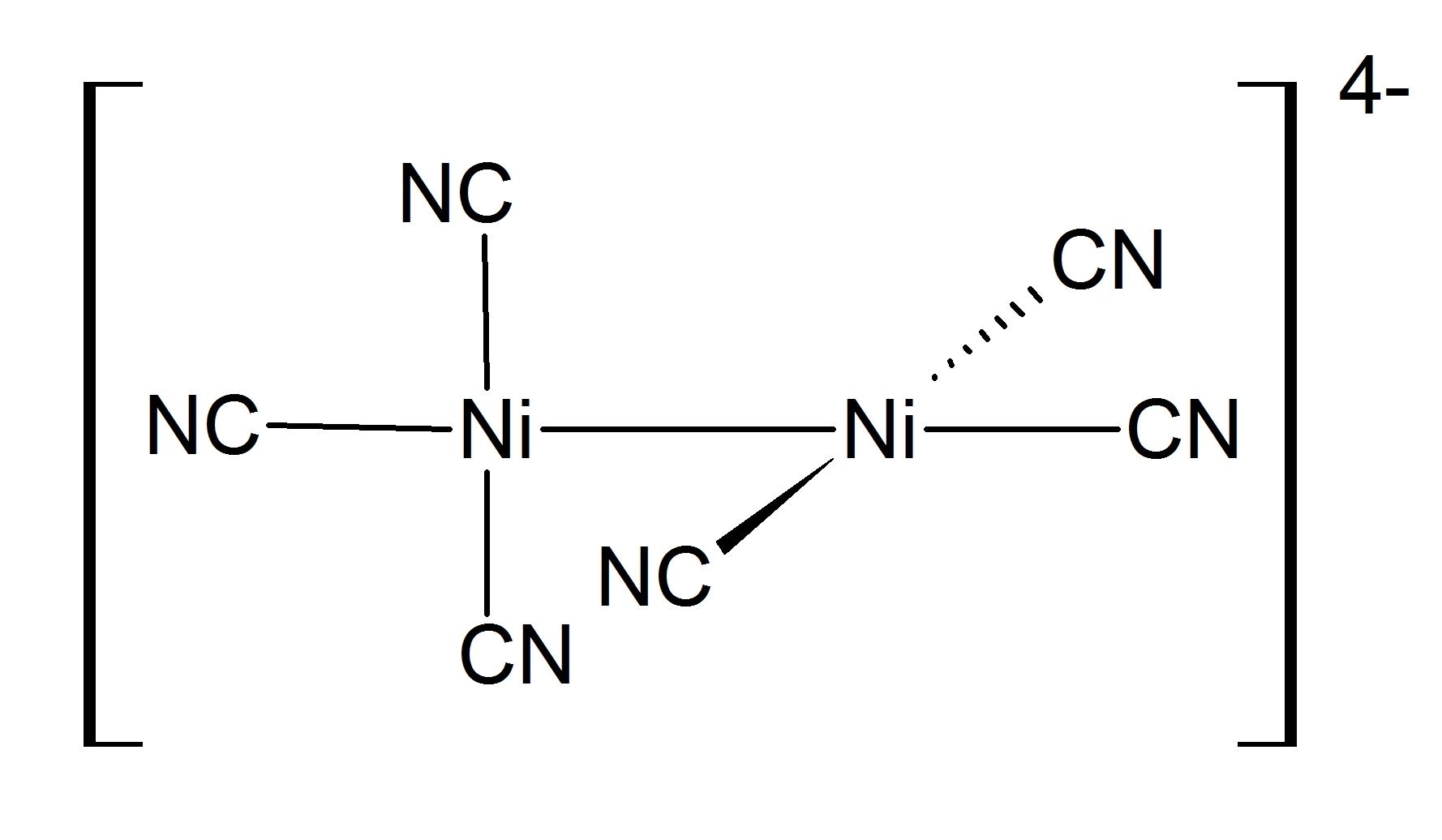
[Ni_{2}(CN)_{6}]^{4-}離子的結構

### 鎳(II)

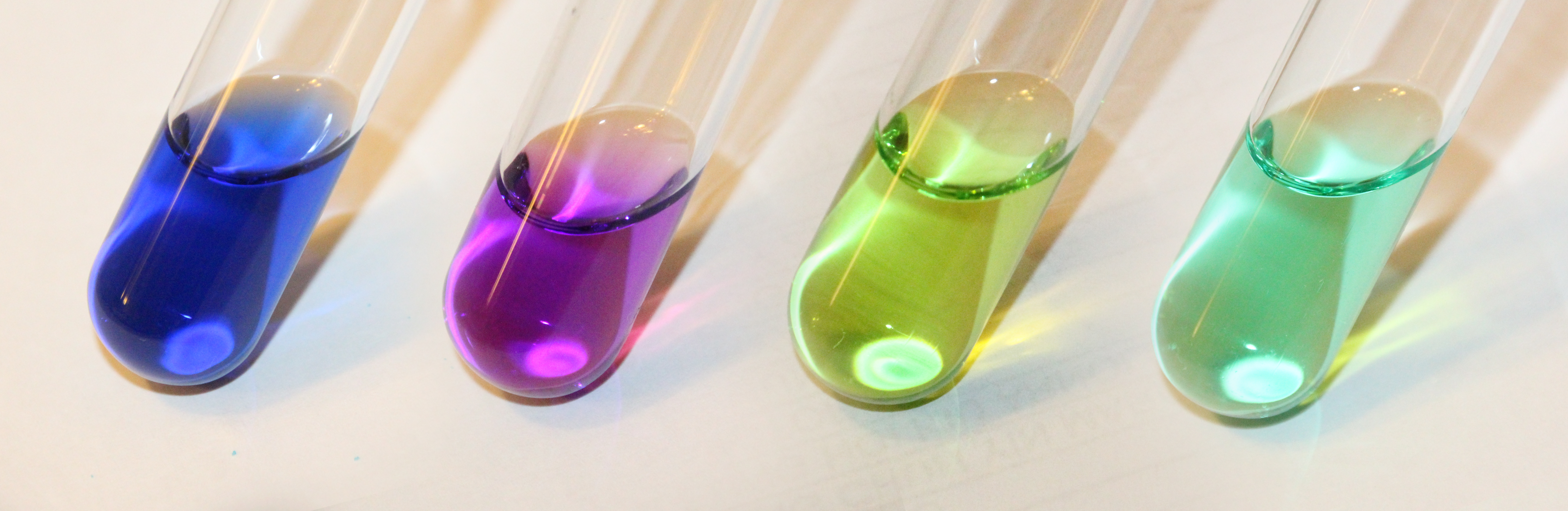
各種含鎳(II)配合物水溶液，有着各種不同的顏色。左起，[Ni(NH_{3})_{6}]^{2+}、[Ni(C_{2}H_{4}(NH_{2})_{2})_{3}]^{2+}、[NiCl_{4}]^{2-}和[Ni(H_{2}O)_{6}]^{2+}。

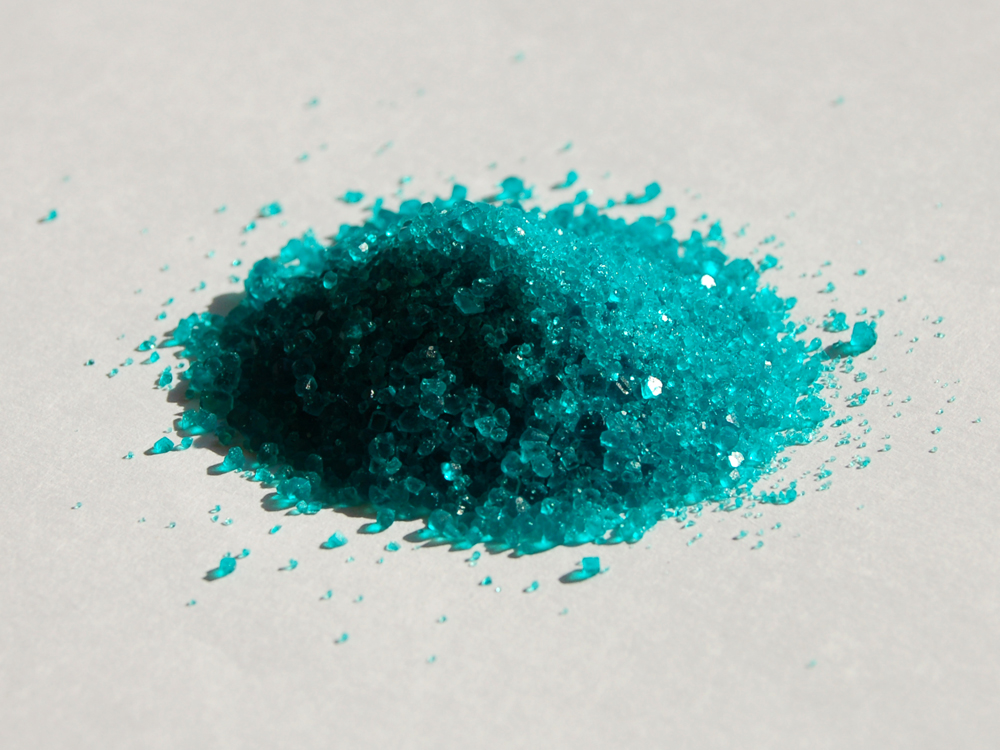
水合硫酸鎳晶體

鎳(II)能與所有常見的陰離子生成化合物，即硫化物、硫酸鹽、碳酸鹽、氫氧化物、羧酸鹽及鹵化物。把鎳金屬或其氧化物溶在硫酸裏，就能大量生產出硫酸鎳(II)。它有六水合物及七水合物。
一些鎳(II)的四配位配合物（如雙-(三苯基膦)氯化镍）有着兩種不同的分子幾何形式──四面體及平面四方。四面體配合物具順磁性，而平面四方配合物則具抗磁性。鎳配合物中的這種平面─四面體平衡，還有八面體結構，是其他較重的10族金屬鈀(II)與鉑(II)的二價電子配合物中所沒有的，因為它們基本上只有平面四方結構。
二茂鎳的反键轨道上填充有电子，使其结构的稳定性降低，易被氧化，也易分解。

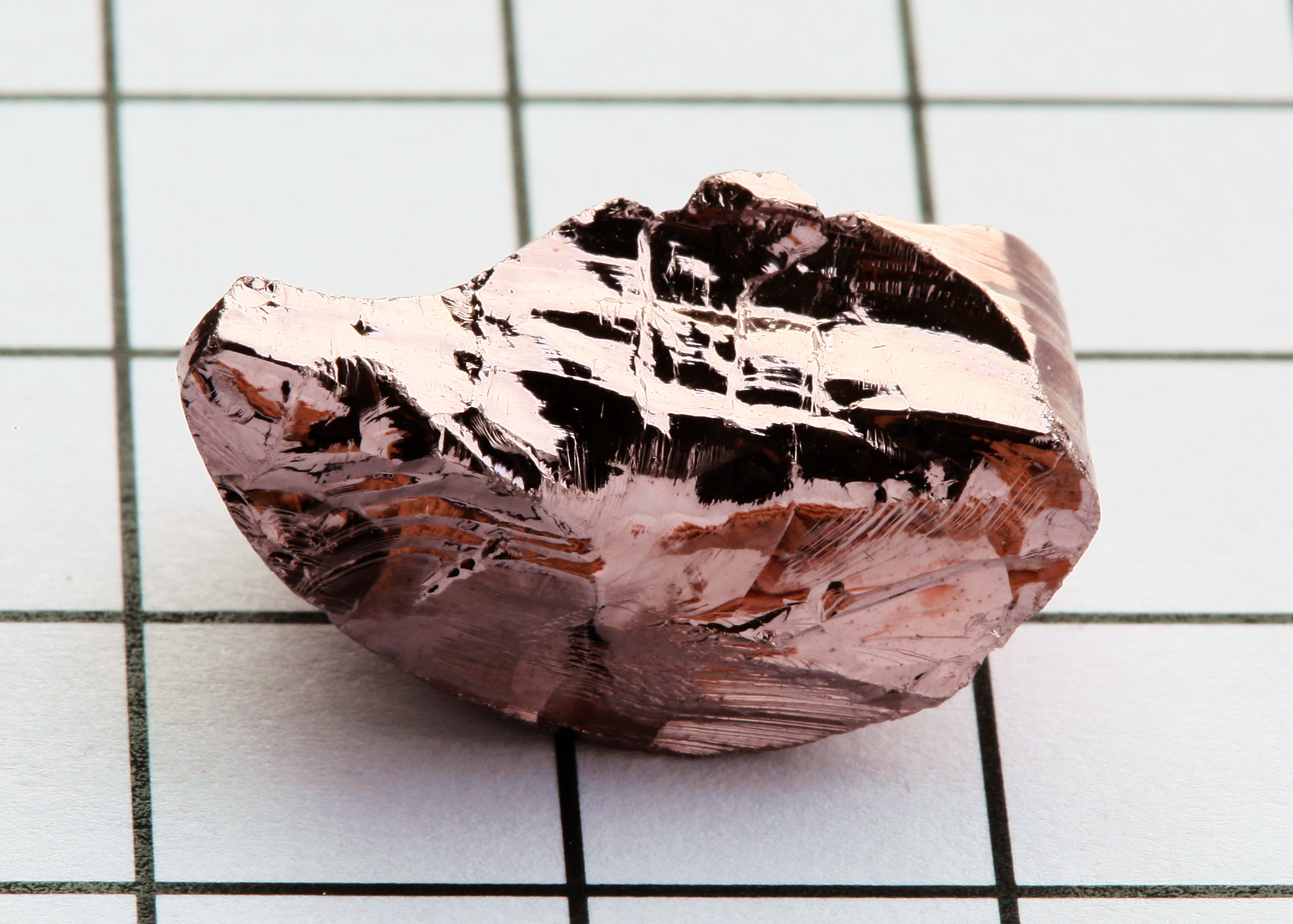
銻化鎳(III)

### 鎳(III)及鎳(IV)
鎳(III)及鎳(IV)氧化態的簡單化合物只有氟化物及氧化物，而唯一例外就是KNiIO6，可算是過碘酸根離子[IO6]5-的正式鹽。混合氧化物BaNiO3中含有鎳(IV)，而氧化鎳(III)中則含有鎳(III)，它們及鎳的其他氧化物都可被用作各種蓄電池的陰極，種類包括鎳鎘、鎳鐵、氫鎳（用氫氣的）和鎳氫（用金屬氫化物的），也有一些生產商會用鎳氧化物來作鋰離子電池的陰極。σ-予體配位子（如硫醇及磷化氫）可用於穩定鎳(III)。

## 歷史
由於鎳礦石很容易被誤認為銀礦石，因此對這種金屬的認識和使用是相對近期的事。然而，偶然使用到鎳是一件自古已有的事，可追溯至公元前3500年。從現今敘利亞境內出土的青銅含鎳量可高至2%。此外，中國有文獻指出當地在公元前1700至1400年期間已經有使用白銅（一種銅鎳合金）。英國早在17世紀就已經从中國進口這種白銅，但這種合金含鎳的事實要到1822年才被發現。
中世紀的德國人在厄爾斯山脈發現了一種跟銅礦石很像的紅色礦物。然而，礦工們卻未能從中提煉到銅，因此他們就把這種困擾歸咎於他們傳說中的妖精Nickel（與英語中魔鬼別稱"Old Nick"相近）。他們把這種礦石命名為“銅妖”（Kupfernickel，其中Kupfer是銅的意思）。這種礦石就是現在的紅砷鎳礦，它是一種鎳的砷化物。1751年，阿克塞尔·弗雷德里克·克龙斯泰特男爵嘗試從銅妖礦石中煉出銅來──但卻煉出一種白色的金屬，因此他用為礦石命名的妖精名字，來為這種金屬命名。
鎳在被发现以後的唯一來源就是罕見的銅妖礦石。直至1822年，才開始從製作鈷藍色染料的副產品中取得鎳。最早大規模生產鎳的國家是挪威，他們自1848年開始就從本地含鎳量高的磁黃鐵礦生產鎳。鐵的生產在1889年中引入了鎳，因此鎳的需求量增加。新喀里多尼亞的鎳礦床在1865年被發現，於1875年至1915年間為全世界提供了大部份的鎳。之後發現了更多大型的鎳礦床，使得真正的大規模生產鎳變得可行，這些礦床為1883年發現的加拿大索德柏立盆地，1920年發現的俄羅斯諾里爾斯克-塔爾納赫和1924年發現的南非梅倫斯基暗礁（Merensky Reef）。

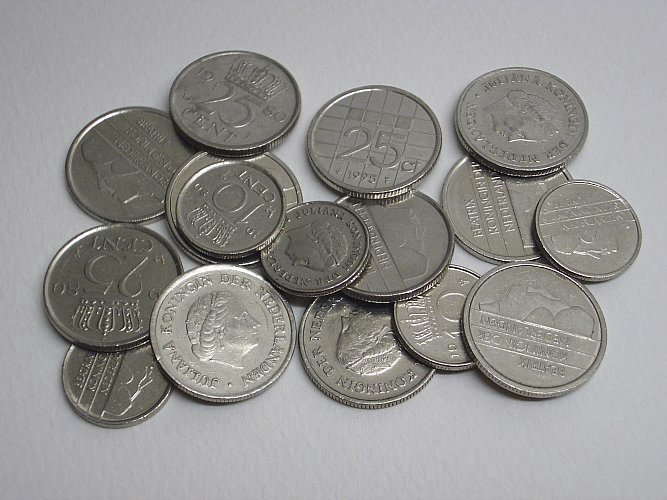
由純鎳鑄造的荷蘭硬幣。

鎳從十九世紀開始就成為了鑄造硬幣的材料。在美國，Nickel（鎳，或其簡稱Nick）這個暱稱原本指的是由銅及鎳鑄成的1美分飛鷹硬幣，這種硬幣在1857-58年間把純銅的成份中的12%換成了的鎳。之後1859-64年流通的印第安頭像硬幣也用了一樣的合金成份，因此也用上了這個暱稱。要注意的是在之後1865年，在鎳成份提高至21%後，這個暱稱就被改作稱呼3美分硬幣。1866年，5美分盾牌硬幣名正言順地以25%的鎳含量（其餘75%為銅）承繼了這個暱稱。時至今日，5美分硬幣當年的合金比例與暱稱仍然在美國通用。瑞士於1881年最早使用幾乎以純鎳鑄造的硬幣，而當中最有名的鎳幣當數1922年至1981年非大戰期間，由加拿大（當時世界最大的鎳生產國）鑄造含鎳量達99.9%的5加分硬幣，而高含鎳量就使得這些硬幣帶磁性。第二次世界大戰期間的1942-45年，由於鎳在裝甲中的功用使得它成了戰爭資源，所以美國和加拿大都把硬幣中的大部分或全部的鎳成份換掉。

## 世界生產

鎳產量的時間趨勢

美國地質調查局的報告指出，鎳最大的生產國為菲律賓、印尼、俄羅斯、加拿大及澳洲。在俄羅斯以外的歐洲地區中，最大的鎳礦床位於芬蘭和希臘。平均含鎳量達1%的已知陸上資源最少蘊含13億公噸的鎳（約為已知蘊含量的兩倍）。其中六成磚紅壤礦床，另外四成為硫化物礦床。此外，在大面積的海床上有含鎳資源的錳殼及礦瘤，尤其是在太平洋的海床上
俄勒岡州的里德爾市（Riddle）是美國唯一在本土對鎳進行過商業開採的地方，當地有一個面積為幾平方英里的矽鎂鎳礦表層礦床。該礦場於1987年關閉。鷹礦計劃打算在密歇根州的上半島處開發一個新的鎳礦場。
| 礦場產量及蘊藏量                  | 2012年    | 2011年    | 蘊藏量     |
| --------------------------------- | --------- | --------- | ---------- |
| 澳大利亚                          | 230,000   | 215,000   | 20,000,000 |
| 博茨瓦納                          | 26,000    | 26,000    | 490,000    |
| 巴西                              | 140,000   | 209,000   | 7,500,000  |
| 加拿大                            | 220,000   | 220,000   | 3,300,000  |
| 中國                              | 91,000    | 89,800    | 3,000,000  |
| 哥倫比亞                          | 80,000    | 76,000    | 1,100,000  |
| 古巴                              | 72,000    | 71,000    | 5,500,000  |
| 多明尼加共和國                    | 24,000    | 21,700    | 970,000    |
| 印尼                              | 320,000   | 290,000   | 3,900,000  |
| 馬達加斯加                        | 22,000    | 5,900     | 1,600,000  |
| 新喀里多尼亞                      | 140,000   | 131,000   | 12,000,000 |
| 菲律賓                            | 330,000   | 270,000   | 1,100,000  |
| 俄羅斯                            | 270,000   | 267,000   | 6,100,000  |
| 南非                              | 42,000    | 44,000    | 3,700,000  |
| 其他國家                          | 120,000   | 103,000   | 4,600,000  |
| 世界總和（公噸，準確至1,000公噸） | 2,100,000 | 1,940,000 | 75,000,000 |

## 提取與精煉
傳統上，大部份硫礦石都要經過高溫冶金技巧，來造出一種硫滓，以作精煉之用。由於近來濕法冶金學的進展，所以現時不少的鎳精煉都用這些方法來進行。硫礦床傳統上是用泡沫浮選法按濃度處理，再經高溫冶金提取金屬。而在濕法冶金的過程中，鎳礦石經浮選法處理後（若Ni-Fe比率太低則改用微差浮選法），就被送上熔煉。在產出硫滓以後，就用謝里特-戈登法（Sherritt-Gordon processes）處理。首先，加入硫化氫將銅移除，留下只剩鈷及鎳的精礦。之後使用溶劑萃取法，把鈷及鎳分開，最終的鎳成品純度高於99.9%。

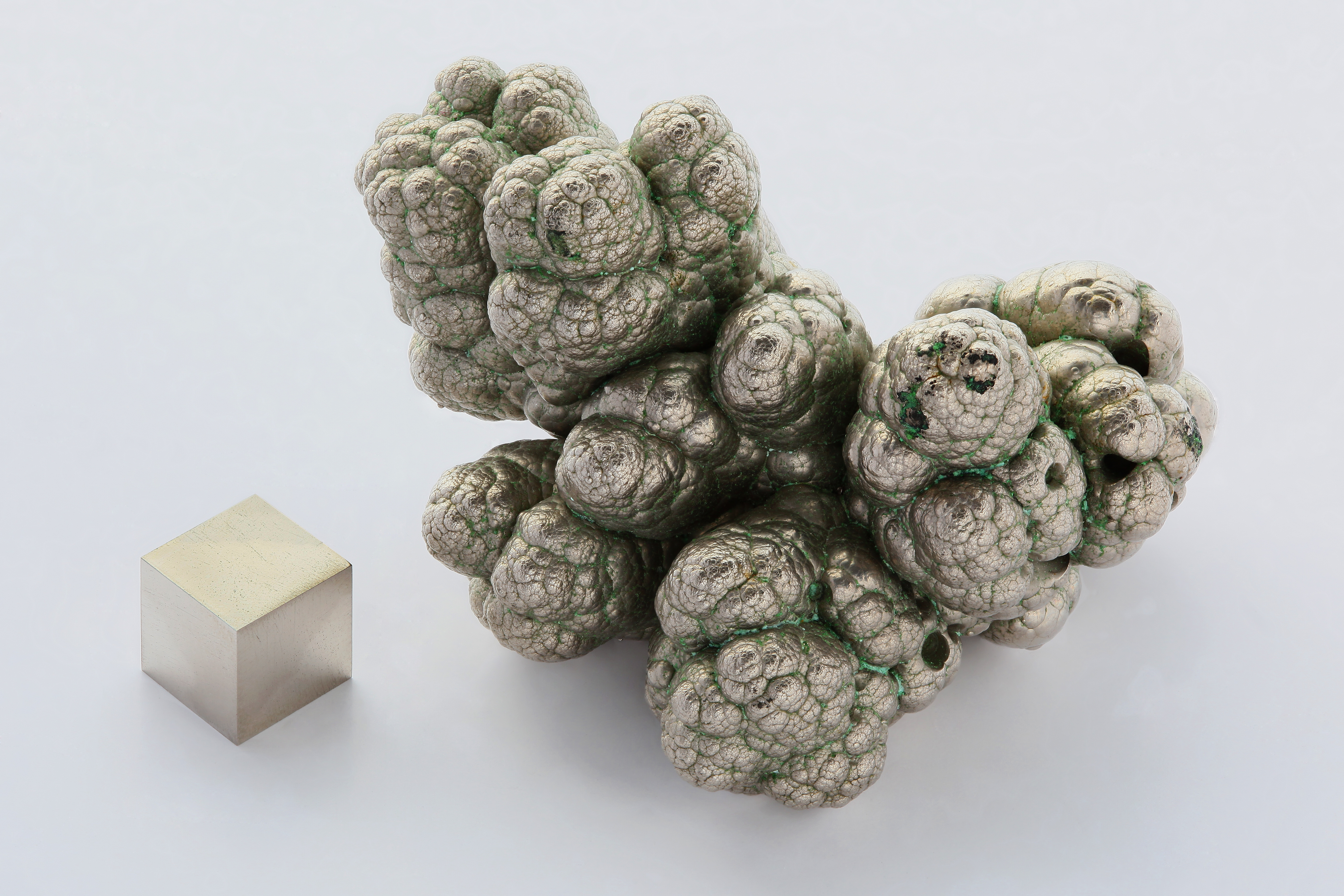
圖左為經電精煉處理過的鎳礦瘤，從圖右礦瘤上的孔中可見有由鎳電解質構成的綠色鹽晶體。

### 電精煉
第二種常見的精煉方法就是，把金屬的硫滓瀝取到鎳的鹽溶液中，然後對鎳溶液使用電解冶金法，這樣就能在陰極的表面上形成電解鎳。

### 蒙德法

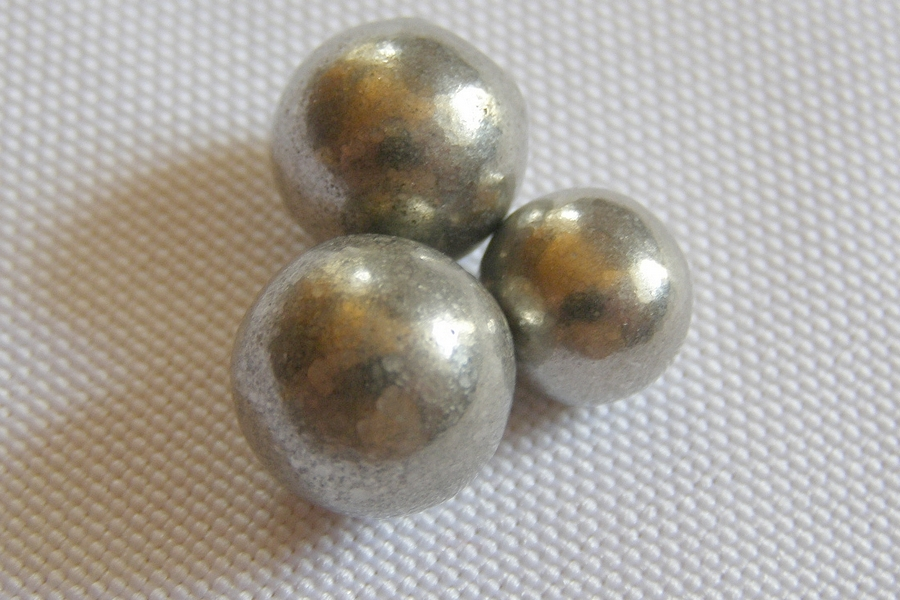
由蒙德法所作的高純度鎳球。

要從氧化鎳中取得最高純度的鎳就要用到蒙德法，它可將鎳精礦的純度提升至高於99.99%。這種方法的專利由出生於德國的英國化學家路德維希·蒙德（Ludwig Mond）取得，並於20世紀開始前就已經被工業生產所使用。鎳在蒙德法中於40–80℃的溫度下與一氧化碳反應，生成四羰基鎳。鐵也會在同樣的反應中生成五羰基鐵，但反應速度緩慢。如有需要的話，可用蒸餾法分離。這過程中也會生成八羰基二鈷，但它在反應溫度下會分解成十二羰基四鈷，一種不具揮發性的固體。
有兩種方法可以從四羰基鎳中再提取鎳。第一種方法，把四羰基鎳在高溫下傳進反應室，反應室內有數萬粒的鎳珠，一直被持續攪拌。然後四羰基鎳就會分解出純鎳，並依附到鎳珠的表面上。第二種方法，把四羰基鎳在230℃的溫度下傳進較小的反應室，它會分解出細粉末狀的純鎳。分解副產品一氧化碳在蒙德法中會被循環再用。用這方法生成的高純度鎳被稱為“羰基鎳”。

### 金屬價值
鎳的市場價格於2006年至2007年初期一直大輻攀升；以2007年4月5日為準，鎳的交易價格為每公噸52,300美元，或每盎司1.47美元。價格在這高峰過後又大幅回落，以2013年9月19日為準，鎳的交易價格則為每公噸13,788美元，或每盎司0.39美元
5美分硬幣含有1.25克的鎳（0.04盎司），以2007年4月的價格結算，值6.5美分；再加上3.75克的銅，值3美分；所以這個硬幣的金屬值9美分。由於5美分硬幣面值只有5美分，所以很多人想把硬幣熔掉賺錢。然而，美國鑄幣局有見及此，已於2006年12月14日開始執行法例，並有30天公眾諮詢期，凡熔掉或出口1美分或5美分硬幣即屬違法。最高判處罰款一萬美元及／或入獄五年。
以2013年9月19日為準，5美分硬幣（含鎳及銅）熔掉後的價值為0.0450258美元，為面值的90%。

## 應用

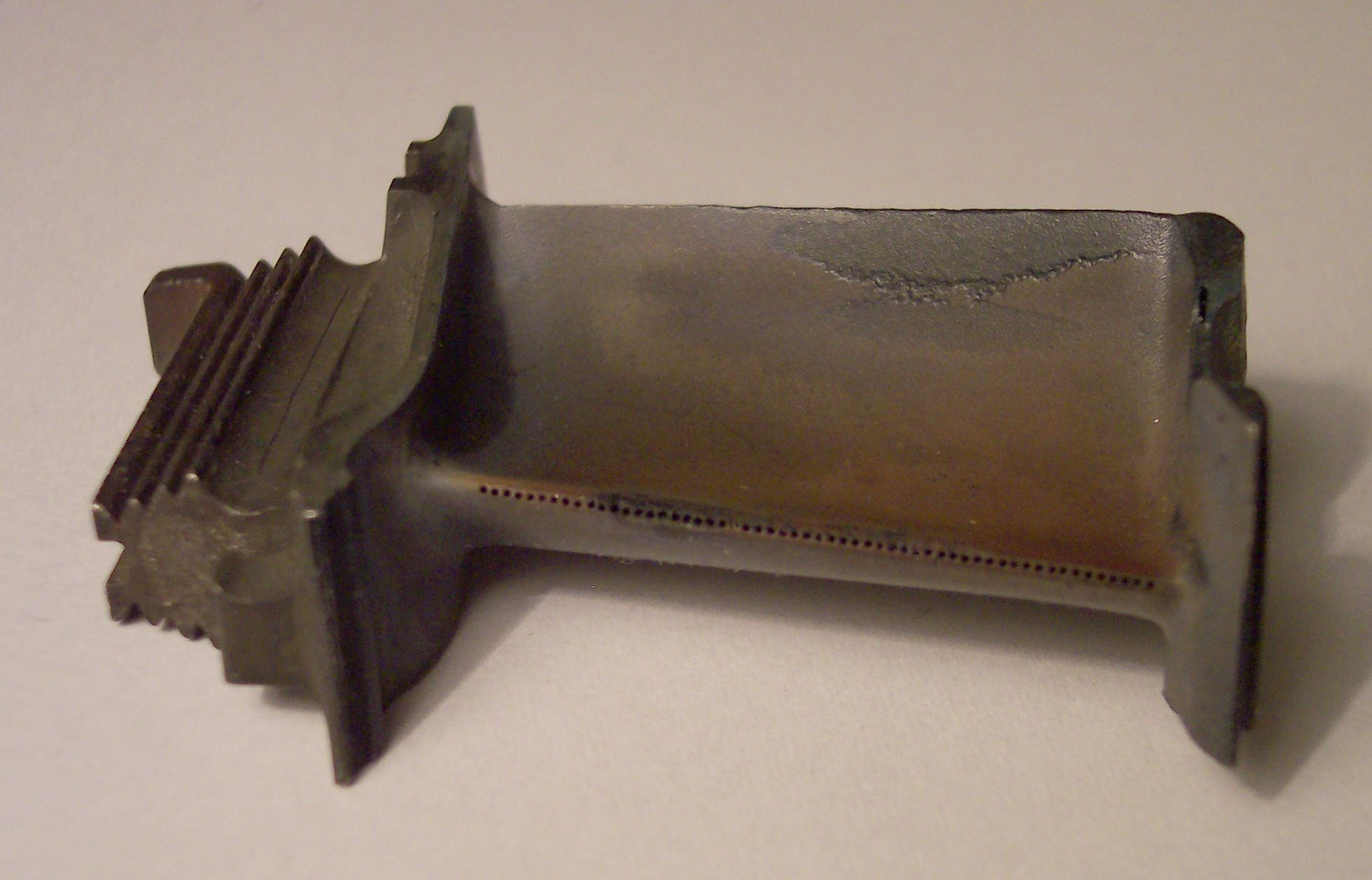
高溫鎳合金噴氣發動機（RB189型）的渦輪機葉片

現時美國鎳用途佔產量的比例如下：46%用於生產鎳鋼，34%用於生產非鐵合金及高溫合金，14%用於電鍍，剩下的6%則屬其他用途。
鎳被用於各種特定及容易認出的工業品及消費品，其中包括不鏽鋼、鋁鎳鈷磁鐵、硬幣、蓄電池、電吉他弦線、麥克風收音盒及多種特殊合金。特別需要強調的是，鎳是一種合金金屬，它的主要用途是鎳鋼及鎳鑄鐵，而它們的種類繁多。鎳還被廣泛用於其他合金，例如鎳黃銅及鎳青銅，及含有各種金屬元素的其他合金（如英高鎳、英高合金、莫內爾合金及鎳蒙克合金），而各種合金元素則包括銅、鉻、鋁、鉛、鈷、銀及金。

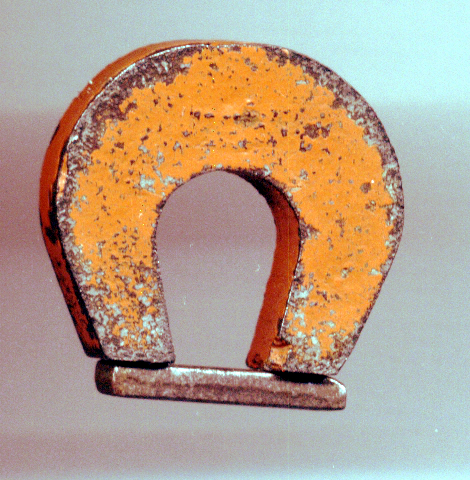
由鋁鎳鈷合金製作的“馬蹄磁鐵”。鋁鎳鈷合金的成份一般為8-12%鋁，15-26%鎳，5-24%鈷，最多1%的鈦，而餘下的則用鐵。其後發現了鐵、鈷、鎳的一種合金的矯頑性比當時最好磁鐵高出一倍後，鋁鎳鈷合金的研發就在1931年開始了。鋁鎳鈷合金磁鐵現時在多種應用上正被稀土磁鐵所取代。

由於鎳具有良好的抗腐蝕性，所以以前的人偶爾會用鎳來代替裝飾用的銀。1859年開始，有些國家偶爾會把鎳用作便宜的鑄幣原料（見上文），但到了20世紀後期硬幣中的鎳基本已被較便宜不鏽鋼（即鐵）所取代，而美國硬幣則是這趨勢中重要的例外。
對某些貴金屬而言，鎳是一種極佳的合金用劑，因此鎳被用於所謂的火試金法，專門探收各種鉑系元素。就這一點而言，鎳能夠從鉑系元素的礦石中探收到全部六種的元素，甚至還能稍微地探收到一點金。高通量的鎳礦也可能從事其他鉑系元素的開採（主要是鉑和鈀），這類礦場的例子有俄羅斯的諾里爾斯克和加拿大的索德柏立盆地。
發泡鎳及網格鎳可被用於鹼性燃料電池的氣體擴散電極。
鎳及其合金常被用作氫化反應的催化劑。雷尼鎳是一種常用的鎳催化劑形式，它是一種有多孔結構的鎳鋁合金，但很多時候也會用其他催化劑，例如相關的“雷尼型”催化劑。
鎳是一種天然的磁致伸縮材料，亦即是說，在磁場下這種材料的長度會有少許改變。而就鎳的個案而言，長度的變化是減少的（即材料收縮），又稱負磁致伸縮，輻度約為一百萬分之五十。
鎳也被用於燒結碳化鎢或其他硬金屬工業品，用量約為重量的6-12%。鎳可使碳化鎢帶磁性，並為燒結碳化鎢部件提供抗腐蝕性，不過它的硬度就比燒結用的鈷要低。
鎳氫電池，可充電重複使用的環保電池。

## 在生物中的用途
儘管到1970年代才被確認，但鎳在微生物和植物的生理上有着重要的角色。植物酶脲酶（一種促進尿素水解的酶）中就含有鎳。鎳鐵類氫化酶除含有鐵硫簇以外還含有鎳。這種鎳鐵類氫化酶的特性就是能使氫氧化。有一種含鎳的四吡咯輔酶──輔因子F430，可在甲基輔酶M還原酶中找到，該還原酶是產甲烷古菌的能量來源。其中一種的一氧去氫酶含有鐵鎳硫簇。其他含鎳的酶包括一種罕見的細菌類超氧化物歧化酶，和存在於細菌及幾種寄生於錐體蟲的真核寄生體中的乙二醛酶I（在如酵母菌及哺乳類等較高等生物中的這種酶所用的是二價電子的鋅，Zn2+）。

## 毒性
美國政府為鎳及其化合物設定了的最低風險量，其量為在15-364天期間吸入0.2 µg/m3。一般相信硫化鎳的煙霧及塵埃為致癌物質，及其他各種鎳的化合物也有可能是致癌的。四羰基鎳[Ni(CO)4]是一種毒性很強的氣體。金屬羰基化合物的毒性取決於該金屬本身的毒性，及該羰基化合物釋出劇毒一氧化碳氣的能力，而四羰基鎳也不例外；而且四羰基鎳在空氣中會爆炸。
美國規定的每天鎳飲食攝取最大耐受量為1000 µg，而估計的平均鎳攝取量為每天69-162 µg。相對大量的鎳（與鉻）會在煮食過程中從不鏽鋼廚具瀝取到食物中，其量與每天平均攝取量相若。例如在煮過10次後，一份蕃茄醬的含鎳量就有88 µg。
過敏體質的人可能會對鎳有過敏反應，造成皮膚過敏，即皮膚炎。而汗皰疹的患者可能也會對鎳過敏。鎳是接觸性過敏的一大來源，部份成因是作耳環用的珠寶首飾上的鍍鎳。受鎳過敏形響的耳洞一般會發紅並變癢。由於這個問題，所以現時不少耳環都採用了不含鎳的材料。對於會與人體皮膚接觸的產品，其最大可含鎳量是由歐盟所管制的。在2002年，研究人員發現1歐元及2歐元的硬幣含鎳量遠高於標準。相信是由電鍍反應所造成的。鎳在2008年獲美國接觸性皮膚炎協會選為年度過敏原。
報告指出，缺氧誘導因子（HIF-1）的鎳誘導活化和缺氧誘導基因的調升，都是由細胞的抗壞血酸鹽的水平低下所引致。在培養基中加入抗壞血酸鹽後，細胞內的抗壞血酸鹽水平增加，然後由金屬誘導穩定化的HIF-1與取決於HIF-1α的基因表象都有了逆轉。
鎳化合物中毒性最強的是環戊二烯基亞硝酰鎳(C5H5)NiNO。它是一種血紅色的液體，并被认为是有史以来最有毒的有机金属化合物。据说其毒性与四羰基镍相当。

## 另見
- 分類:鎳化合物
- 雷尼鎳
- 高溫合金

## 外部連結
- 元素镍在洛斯阿拉莫斯国家实验室的介紹（英文）
- —— 镍（英文）
- 元素镍在The Periodic Table of Videos（諾丁漢大學）的介紹（英文）
- 元素镍在Peter van der Krogt elements site的介紹（英文）
- WebElements.com – 镍（英文）